# Road to Europe
Road to Europe («Дорога в Европу») — двадцатая серия третьего сезона мультсериала «Гриффины». Премьерный показ состоялся 7 февраля 2002 года на канале FOX. В России премьерный показ состоялся 23 августа 2002 года на канале Рен-ТВ. Второй эпизод из цикла «Road to…».

## Сюжет
Стьюи восхищен английской телепрограммой «Весёлая ферма» (Jolly Farm Revue) и принимает решение отправиться жить на «весёлую ферму» навсегда. Малыш тайком проникает на трансатлантический самолёт, намереваясь прибыть в Лондон и найти там телестудию BBC (производителя «Фермы»). Брайан пытается остановить Стьюи, проникает за ним на самолёт и вскоре они вдвоём приземляются где-то на Среднем Востоке (Middle East).
На базаре Стьюи и Брайан дают совместный музыкальный номер, чтобы отвлечь внимание зрителей и украсть верблюда. Затея удаётся, но чуть позже верблюд умирает от истощения посреди пустыни. Затем неподалёку от гостиницы путешественники крадут воздушный шар и отправляются в Ватикан; после этого следуют на поезде из Швейцарии в Мюнхен, где решают совершить автобусную экскурсию по городу. После этого они оказываются в Амстердаме и в итоге прибывают в Лондон, где Стьюи находит студию, но тут же он шокирован известием, что «весёлой фермы» как таковой не существует, а его любимые телегерои — обычные, измученные жизнью актёры. Потрясённый правдой жизни, Стьюи вместе с Брайаном возвращается домой.
Тем временем Питер приходит в восторг от известия, что у его любимой группы «Kiss» вскоре пройдёт пятидневное турне по Новой Англии. Он и Лоис соответствующим образом красятся и одеваются в кожу. На концерте они стоят прямо у сцены. Джин Симмонс предлагает Лоис микрофон, чтобы та подпела им, и Питер стыдится того, что, как оказалось, Лоис не знает слов. Опечаленные этим, Джин и Пол Стэнли уходят со сцены, предоставляя спасение концерта своим напарникам: Эйсу Фрэйли и Питеру Криссу.
После этого Питер ругается с Лоис, обвиняя её в том, что она не настоящий фанат «Kiss». По дороге домой Питер останавливается в закусочной, где они встречаются с уже отыгравшими музыкантами «Kiss». Лоис узнаёт в Джине Симмонсе Хайема Уитца — мужчину, с которым она встречалась раньше; оказывается, и остальная группа наслышана об «отвязной Лоис» (Loose Lois). Это полностью возвращает Питеру веру в то, что его жена — настоящий знаток «Kiss». В интервью телевизионному каналу Питер с гордостью заявляет, что «его жена поимела всех Kiss’овцев» (did KISS).

## Создание
Автор сценария: Дэниэль Палладино.
Режиссёр: Дэн Повенмайер.
Приглашённые знаменитости: Джин Симмонс (группа «Kiss»; камео), Пол Стэнли (группа «Kiss»; камео) и Энди Дик (камео).